# Championnat de Guadeloupe de football 2013-2014
Navigation
Saison précédente Saison suivante
La saison 2013-2014 du Championnat de Guadeloupe de football est la soixantième édition de la première division en Guadeloupe, nommée Division d'Honneur. Les quatorze formations de l'élite sont réunies au sein d'une poule unique où elles s'affrontent deux fois au cours de la saison. Les trois derniers du classement sont relégués et remplacés par les trois meilleurs clubs de seconde division à l'issue de la saison.
C'est le Club Sportif Moulien, tenant du titre, qui remporte à nouveau la compétition cette saison après avoir terminé en tête du classement final, avec deux points d’avance sur l'Unité Sainte Rosienne et cinq sur le Siroco Les Abymes. Il s’agit du neuvième titre de champion de Guadeloupe de l'histoire du club, qui réussit même le doublé en remportant la Coupe de Guadeloupe, en s'impoosant en finale face à L'Étoile de Morne-à-l'Eau.

## Qualifications continentales
Les deux premiers du classement final se qualifient pour la phase de poules de la CFU Club Championship 2015.

## Les clubs participants
- Unité Sainte Rosienne
- Club Sportif Moulien
- Racing Club de Basse-Terre - Promu de Promotion d'Honneur régionale
- Jeunesse Sportive de Vieux-Habitants
- Club Amical Marquisat
- La Gauloise de Basse-Terre
- CS Capesterrien - Promu de Promotion d'Honneur régionale
- Red Star Pointe-à-Pitre - Promu de Promotion d'Honneur régionale
- Juventus Sainte-Anne
- L'Étoile de Morne-à-l'Eau
- AJSS Les Saintes
- Siroco Les Abymes
- AS Le Gosier
- US Baie-Mahault

## Compétition
Le barème de points servant à établir le classement se décompose ainsi :
- Victoire : 4 points
- Match nul : 2 points
- Défaite : 1 point

### Classement
| Rang | Équipe                               | Pts | J  | G  | N  | P  | Bp | Bc | Diff |
| ---- | ------------------------------------ | --- | -- | -- | -- | -- | -- | -- | ---- |
| 1    | Club Sportif Moulien'T'C             | 84  | 26 | 17 | 7  | 2  | 49 | 19 | +30  |
| 2    | Unité Sainte Rosienne -1             | 82  | 26 | 18 | 3  | 5  | 49 | 19 | +30  |
| 3    | Siroco Les Abymes                    | 79  | 26 | 16 | 5  | 5  | 41 | 26 | +15  |
| 4    | L'Étoile de Morne-à-l'Eau            | 73  | 26 | 12 | 11 | 3  | 46 | 23 | +23  |
| 5    | La Gauloise de Basse-Terre           | 73  | 26 | 14 | 5  | 7  | 47 | 30 | +17  |
| 6    | Racing Club de Basse-TerreP          | 67  | 26 | 12 | 5  | 9  | 41 | 31 | +10  |
| 7    | US Baie-Mahault                      | 62  | 26 | 9  | 9  | 8  | 34 | 25 | +9   |
| 8    | Juventus Sainte-Anne                 | 58  | 26 | 8  | 8  | 10 | 25 | 31 | -6   |
| 9    | AS Le Gosier                         | 54  | 26 | 7  | 7  | 12 | 30 | 34 | -4   |
| 10   | Red Star Pointe-à-PitreP             | 50  | 26 | 6  | 6  | 14 | 27 | 56 | -29  |
| 11   | Club Amical Marquisat                | 48  | 26 | 5  | 7  | 14 | 31 | 41 | -10  |
| 12   | Jeunesse Sportive de Vieux-Habitants | 48  | 26 | 5  | 7  | 14 | 31 | 52 | -21  |
| 13   | CS CapesterrienP                     | 44  | 26 | 4  | 6  | 16 | 35 | 65 | -30  |
| 14   | AJSS Les Saintes                     | 40  | 26 | 2  | 8  | 16 | 16 | 50 | -34  |

|  | Qualification pour la CFU Club Championship 2015                                                       |
|  | Relégation en deuxième division                                                                        |
|  | T : Tenant du titre C : Vainqueur de la Coupe de Guadeloupe P : Promu de Promotion d'Honneur régionale |

## Bilan de la saison
| Championnat de Guadeloupe de football 2013-2014 |                                      |
| Champion                                        | Club Sportif Moulien (9e titre)      |
| Coupes et trophées                              |                                      |
| Vainqueur de la Coupe de Guadeloupe 2013-2014   | Club Sportif Moulien                 |
| Qualifications continentales                    |                                      |
| CFU Club Championship 2015                      | Club Sportif Moulien                 |
| CFU Club Championship 2015                      | Unité Sainte Rosienne                |
| Promotions et relégations                       |                                      |
| Promus en Division d'Honneur                    | Arsenal Petit-Bourg                  |
| Promus en Division d'Honneur                    | Phare du Canal                       |
| Promus en Division d'Honneur                    | Solidarité Scolaire de Baie-Mahault  |
| Relégués en Promotion d'Honneur régionale       | Jeunesse Sportive de Vieux-Habitants |
| Relégués en Promotion d'Honneur régionale       | CS Capesterrien                      |
| Relégués en Promotion d'Honneur régionale       | AJSS Les Saintes                     |